# Unione Sportiva Ravenna 1997-1998
Questa pagina raccoglie le informazioni riguardanti l'Unione Sportiva Ravenna nelle competizioni ufficiali della stagione 1997-1998.

## Stagione
Nella stagione 1997-1998 il Ravenna disputa il campionato di Serie B, raccoglie 45 punti con il quattordicesimo posto della classifica. Una stagione non facile quella dei giallorossi di Mauro Sandreani perché il Ravenna perde pezzi importanti, se n'è andato Stefan Schwoch al Venezia con Walter Novellino, a dicembre lascia Ravenna anche Cosimo Francioso dopo 6 centri nelle prime 10 partite e la Coppa Italia, il girone di andata viene chiuso con 20 punti in terz'ultima posizione in piena lotta salvezza, il 1º marzo arriva una bruciante sconfitta interna (1-3) con il Castel di Sangro ultimo in classifica, ne fa le spese il tecnico che viene sostituito da Sergio Santarini, il quale nelle ultime quattordici partite, grazie ad un finale di stagione discreto, trova il modo di far mantenere la categoria ai romagnoli, senza correre eccessivi patemi. Nella Coppa Italia i giallorossi superano nel primo turno la Cremonese, poi nel secondo turno vengono eliminati dal Bologna.

## Rosa
| N. |                      | Ruolo | Calciatore          |
| -- | -------------------- | ----- | ------------------- |
| 1  | Argentina (bandiera) | P     | Hugo Rubini         |
| 3  | Italia (bandiera)    | D     | Marcello Marrocco   |
| 4  | Italia (bandiera)    | C     | Andrea Bergamo      |
| 5  | Italia (bandiera)    | D     | Vittorio Mero       |
| 6  | Italia (bandiera)    | D     | Marino D'Aloisio    |
| 7  | Italia (bandiera)    | A     | Emiliano Biliotti   |
| 8  | Italia (bandiera)    | D     | Franco Gabrieli     |
| 9  | Italia (bandiera)    | A     | Cosimo Francioso    |
| 10 | Italia (bandiera)    | A     | Enrico Buonocore    |
| 11 | Italia (bandiera)    | A     | Mauro Bertarelli    |
| 12 | Italia (bandiera)    | P     | Andrea Sardini      |
| 13 | Italia (bandiera)    | A     | Mariano Sotgia      |
| 15 | Italia (bandiera)    | C     | Stefano Botteghi    |
| 16 | Italia (bandiera)    | C     | Giuseppe Pregnolato |
| 17 | Italia (bandiera)    | A     | Paolo Agostini      |
| 18 | Italia (bandiera)    | A     | Cristiano Masitto   |

| N. |                   | Ruolo | Calciatore           |
| -- | ----------------- | ----- | -------------------- |
| 19 | Italia (bandiera) | C     | Riccardo Rovinelli   |
| 20 | Italia (bandiera) | D     | Alessandro Rinaldi   |
| 21 | Italia (bandiera) | D     | Enrico Morello       |
| 23 | Italia (bandiera) | D     | Gianluca Atzori      |
| 24 | Italia (bandiera) | C     | Paolo Ponzo          |
| 25 | Italia (bandiera) | C     | Antonio Casalini     |
| 27 | Italia (bandiera) | D     | Sean Sogliano        |
| 28 | Italia (bandiera) | C     | Bruno Conca          |
| 29 | Italia (bandiera) | C     | Oscar Cavallari      |
| 30 | Italia (bandiera) | D     | Felice Centofanti    |
| 31 | Italia (bandiera) | D     | Massimo Melucci      |
| 32 | Italia (bandiera) | C     | Francesco Dell'Anno  |
| 33 | Italia (bandiera) | A     | Michele Pietranera   |
| 34 | Italia (bandiera) | A     | Andrea Mussi         |
| 35 | Italia (bandiera) | C     | Sebastiano Vecchiola |

## Risultati

### Campionato

#### Girone di andata
| Arbitro: | Preschern (Mestre) |

|                       |           |               |
| Paci 47’ Colacone 81’ | Marcatori | 79’ Francioso |

| Ravenna 7 settembre 1997 2ª giornata | Ravenna           | 0 – 0 | Perugia | Stadio Bruno Benelli\| Arbitro: \| Bonfrisco (Monza) \| |
| Arbitro:                             | Bonfrisco (Monza) |       |         |                                                         |

| Arbitro: | Calabrese (Avezzano) |

|               |           |               |
| Vecchiola 73’ | Marcatori | 76’ Francioso |

| Arbitro: | Lana (Torino) |

|                    |           |  |
| Buonocore 48’, 87’ | Marcatori |  |

| Arbitro: | Strazzera (Trapani) |

|                        |           |          |
| Longhi 20’, 47’ (rig.) | Marcatori | 23’ Mero |

| Arbitro: | Cardella (Torre del Greco) |

|                           |           |  |
| Bergamo 80’ Francioso 86’ | Marcatori |  |

| Arbitro: | Paparesta (Bari) |

|                                       |           |  |
| Clementi 43’, 45+2’ (rig.) Soncin 89’ | Marcatori |  |

| Ravenna 19 ottobre 1997 8ª giornata | Ravenna            | 0 – 0 | Cagliari | Stadio Bruno Benelli\| Arbitro: \| Gambino (Barletta) \| |
| Arbitro:                            | Gambino (Barletta) |       |          |                                                          |

| Arbitro: | Sputore (Vasto) |

|               |           |  |
| Lorenzini 13’ | Marcatori |  |

| Arbitro: | Strzzera (Trapani) |

|               |           |  |
| Francioso 60’ | Marcatori |  |

| Arbitro: | Pin (Conegliano) |

|                      |           |  |
| D'Aloisio 19’ (aut.) | Marcatori |  |

| Arbitro: | Tombolini (Ancona) |

|                       |           |                  |
| Miceli 9’ Schwoch 53’ | Marcatori | 69’ (aut.) Luppi |

| Arbitro: | Racalbuto (Gallarate) |

|               |           |            |
| Buonocore 85’ | Marcatori | 86’ Dorigo |

| Arbitro: | Dagnello (Trieste) |

|           |           |               |
| Gelsi 51’ | Marcatori | 92’ Buonocore |

| Arbitro: | Preschern (Mestre) |

|                |           |             |
| Pietranera 92’ | Marcatori | 85’ Crovari |

| Andria 4 gennaio 1998 16ª giornata | Fidelis Andria | 0 – 0 | Ravenna | Stadio degli Ulivi\| Arbitro: \| Lana (Torino) \| |
| Arbitro:                           | Lana (Torino)  |       |         |                                                   |

| Arbitro: | Sputore (Vasto) |

|                                           |           |               |
| Buonocore 25’ Gabrieli 65’ Centofanti 70’ | Marcatori | 9’ Di Michele |

| Arbitro: | Pin (Conegliano) |

|                       |           |  |
| Bortolazzi 91’ (rig.) | Marcatori |  |

| Arbitro: | Dagnello (Trieste) |

|            |           |            |
| Sotgia 26’ | Marcatori | 32’ Vanoli |

#### Girone di ritorno
| Arbitro: | Nucini (Bergamo) |

|                               |           |          |
| Centofanti 22’ Bertarelli 61’ | Marcatori | 91’ Paci |

| Arbitro: | Branzoni (Pavia) |

|                          |           |               |
| Guidoni 46’ Cucciari 92’ | Marcatori | 79’ Dell'Anno |

| Arbitro: | Bazzoli (Merano) |

|                                    |           |                                 |
| Dell'Anno 63’ D'Aloisio 65’ (rig.) | Marcatori | 13’ Banchelli 15’, 56’ A. Pirri |

| Arbitro: | Rossi (Ciampino) |

|  |           |                            |
|  | Marcatori | 71’ Vecchiola 89’ Biliotti |

| Arbitro: | Farina (Novi Ligure) |

|               |           |                      |
| Vecchiola 32’ | Marcatori | 9’, 26’, 28’ Spinesi |

| Arbitro: | Sputore (Vasto) |

|                           |           |  |
| Marazzina 68’ Cerbone 93’ | Marcatori |  |

| Arbitro: | Strazzera (Trapani) |

|                             |           |  |
| Vecchiola 79’ D'Aloisio 93’ | Marcatori |  |

| Arbitro: | Lana (Torino) |

|                 |           |               |
| Vasari 48’, 60’ | Marcatori | 78’ Vecchiola |

| Arbitro: | Calabrese (Avezzano) |

|                              |           |                           |
| Vecchiola 36’ Bertarelli 73’ | Marcatori | 3’ (rig.) Sesia 6’ Diliso |

| Padova 11 aprile 1998 29ª giornata | Padova             | 0 – 0 | Ravenna | Stadio Euganeo\| Arbitro: \| Rodomonti (Teramo) \| |
| Arbitro:                           | Rodomonti (Teramo) |       |         |                                                    |

| Ravenna 19 aprile 1998 30ª giornata | Ravenna          | 0 – 0 | Salernitana | Stadio Bruno Benelli\| Arbitro: \| Nucini (Bergamo) \| |
| Arbitro:                            | Nucini (Bergamo) |       |             |                                                        |

| Arbitro: | Branzoni (Pavia) |

|               |           |  |
| Dell'Anno 82’ | Marcatori |  |

| Arbitro: | Borriello (Mantova) |

|                      |           |  |
| Vecchiola 60’ (aut.) | Marcatori |  |

| Arbitro: | Pin (Conegliano) |

|                          |           |           |
| Buonocore 50’ Atzori 62’ | Marcatori | 5’ Pisano |

| Arbitro: | Collina (Viareggio) |

|             |           |                          |
| Pedroni 93’ | Marcatori | 23’ Buonocore 29’ Sotgia |

| Arbitro: | Ceccarini (Livorno) |

|  |           |           |
|  | Marcatori | 60’ Manca |

| Arbitro: | Bazzoli (Merano) |

|                                   |           |                               |
| Oshadogan 47’ Chianese 55’ (rig.) | Marcatori | 50’ Bertarelli 85’ Pietranera |

| Arbitro: | Serena (Bassano del Grappa) |

|                                           |           |  |
| Buonocore 4’ Centofanti 27’ Rovinelli 70’ | Marcatori |  |

| Arbitro: | Strazzera (Trapani) |

|                                                       |           |                        |
| L. Colucci 20’ Binotto 50’ Ferrarese 54’ De Vitis 61’ | Marcatori | 3’ Buonocore 73’ Mussi |

### Coppa Italia
| Arbitro: | Rosetti (Torino) |

|  |           |                      |
|  | Marcatori | 65’ (rig.) D'Aloisio |

| Arbitro: | Sputore (Vasto) |

|                                                     |           |              |
| Francioso 2’, 65’ Masitto 45+1’ Catanese 58’ (aut.) | Marcatori | 48’ Castagna |

| Arbitro: | Ceccarini (Livorno) |

|  |           |                                                                             |
|  | Marcatori | 19’ Kolyvanov 29’ R. Baggio 71’ Kallon 83’ (aut.) D'Aloisio 87’ Carnasciali |

| Arbitro: | Ercolino (Cassino) |

|                               |           |                            |
| Kallon 9’ Shalimov 41’ (rig.) | Marcatori | 15’ Bergamo 23’ Bertarelli |